# Pseudomacrolobium
Pseudomacrolobium là một chi thực vật có hoa trong họ Đậu.